# Los Aldeanos
Los Aldeanos és un grup de rap cubà amb seu a l'Havana (Cuba); format per Aldo i El B, ambdós MC's, l'any 2003. Los Aldeanos es va considerar els creadors del rap conscient cubà donant-li als seus seguidors un sentit de l'enteniment dels problemes econòmics, socials i polítics que agreugen la societat cubana actual. Les lletres de Los Aldeanos expressen sentiments de crítica cap al govern de Cuba.

## Àlbums d'estudi
- Censurados  Arxivat 2014-03-27 a Wayback Machine. (2003)
- Poesía Esposada Arxivat 2014-03-27 a Wayback Machine.  (2004)
- L3 Y 8 - Inciso A Arxivat 2014-03-27 a Wayback Machine.  (2004)
- En 3T La Musas (Aldo) Arxivat 2014-03-27 a Wayback Machine.  (2005)
- Abajo Como Hace Tres Febreros Arxivat 2014-03-27 a Wayback Machine. (2006)
- Record Pila Acción Arxivat 2014-03-27 a Wayback Machine. (2007)
- Poesía & Corazón Arxivat 2014-03-27 a Wayback Machine. (Aldo) (2007)
- Comisión Depuradora Vol. 1 Arxivat 2014-03-27 a Wayback Machine. (2007)
- Comisión Depuradora Vol. 2 Arxivat 2014-03-27 a Wayback Machine. (2007)
- El Atropello Arxivat 2014-03-27 a Wayback Machine. (2009)
- D'Finy Flowww Arxivat 2014-03-27 a Wayback Machine.  (2010)
- Desacato Arxivat 2014-03-27 a Wayback Machine. (2010)
- Actividad Paranormal (Aldo)  Arxivat 2014-03-27 a Wayback Machine. (2011)
- Baby Bello y Don Perfecto  Arxivat 2014-03-22 a Wayback Machine.  (2011)
- Creeme Arxivat 2014-03-20 a Wayback Machine. (2013)

## Àlbums recopilatoris
- Inédito Arxivat 2014-03-27 a Wayback Machine. (2007)
- Guerreros De La Tinta Arxivat 2014-03-21 a Wayback Machine. (2010)

## Aldo "El Aldeano"
- Miseria Humana (Aldo) Arxivat 2014-03-27 a Wayback Machine. (2008)
- Mantenimiento Al Alma (Aldo) Arxivat 2013-01-26 a Wayback Machine. (2009)
- Los Kbayros (Aldo y Silvito el Libre) Arxivat 2014-03-27 a Wayback Machine. (2009)
- Nos Achicharraron (Aldo) Arxivat 2014-03-27 a Wayback Machine. (2010)
- A Moler Chatarra (Aldo) Arxivat 2014-03-27 a Wayback Machine.  (2010)
- Tribu Los Mokoyas Vol.1 Arxivat 2014-03-21 a Wayback Machine. (2011)
- Tribu Los Mokoyas Vol.2 Arxivat 2014-03-21 a Wayback Machine. (2011)

## Bian "El B"
- Mi Filosofía (El B) Arxivat 2014-03-27 a Wayback Machine. (2006)
- Dr. Jekill & Mr. Hyde Vol. 1 (Dr. Jekyll) (El B) Arxivat 2014-03-27 a Wayback Machine. (2008)
- Dr. Jekill & Mr. Hyde Vol. 2 (Mr. Hyde) (El B) Arxivat 2014-03-27 a Wayback Machine. (2008)
- Viva Cuba libre (El B) Arxivat 2014-03-27 a Wayback Machine. (2010)
- Respeto Arxivat 2014-03-21 a Wayback Machine. (2013)